# Sned ärtmussla
Sned ärtmussla (Pisidium subtruncatum) är en musselart som beskrevs av Malm 1855. Sned ärtmussla ingår i släktet Pisidium och familjen ärtmusslor. Arten är reproducerande i Sverige. Inga underarter finns listade i Catalogue of Life.